# Helmut Epheser

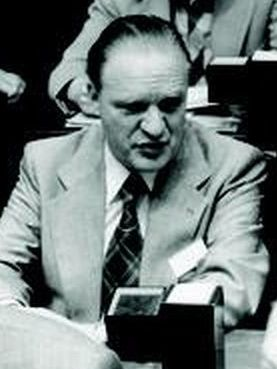
Epheser in Hannover 1974

Helmut Epheser (* 2. August 1917 in Hannover; † 11. November 2002) war ein deutscher Mathematiker, der sich vor allem mit Analysis beschäftigte.

## Leben
Epheser war von 1940 bis 1941 mathematischer Mitarbeiter bei der Forschungsstelle des Instituts für Hochfrequenztechnik und Elektroakustik an der TH Hannover. Von 1941 bis 1945 war er zunächst Verwalter einer wissenschaftlichen Assistentenstelle, später Assistent am Lehrstuhl II für Mathematik an der Deutschen TH Brünn, wo er 1943 bei Werner von Koppenfels promoviert wurde (Über einige Verallgemeinerungen des Schwarz-Christoffelschen Integralansatzes). Von 1945 bis 1950 war er Lehrer beim Vorstudium an der TH Hannover und bei Sonderlehrgängen für Kriegsteilnehmer in Hannover. Er wurde nach der Habilitation (Existenz- und Eindeutigkeitsfragen für nichtlineare Randwertaufgaben) in Hannover 1952 Privatdozent, 1960 außerplanmäßiger Professor und 1971 ordentlicher Professor an der Leibniz-Universität Hannover (Institut für Angewandte Mathematik), wo er 1985 emeritierte.
Epheser war blind und veröffentlichte einige seiner Vorlesungsmanuskripte auch in Blindenschrift.
Er war Alter Herr der Hannoverschen Burschenschaft Germania.

## Schriften
- Vorlesung über Variationsrechnung. Göttingen, Vandenhoeck und Ruprecht 1973.